# Sanatoria delle liti pendenti (d.l. 40/2010)
Il comma 2-bis dell'articolo 3 contenuto nel decreto legge “incentivi” (40/2010) ha introdotto una nuova sanatoria delle liti pendenti che permetteva una rapida definizione delle controversie tributarie pendenti da oltre dieci anni e per le quali l'amministrazione finanziaria avesse perso i primi due gradi di giudizio.

## Legge ad aziendam
La norma fu definita dall'economista italiana Maria Cecilia Guerra in un articolo per lavoce.info, in analogia con la locuzione latina ad personam, con un'espressione di chiaro effetto giornalistico: "legge ad aziendam" che pur essendo assolutamente sgrammaticata ("legge" è italiano, "ad" latino, "aziendam" né l'uno né l'altro) è poi entrata in voga. Infatti, le condizioni richieste dalla norma per accedere alla sanatoria delle controversie tributarie risultavano straordinariamente compatibili con il contenzioso Mondadori pendente in Cassazione. Da qui, il riferimento alla norma come “legge ad aziendam”. In seguito, la stampa italiana ha fatto propria questa espressione, continuando ad usarla in riferimento al caso della grande azienda editoriale e poi ad altri casi.

## Il comma 2-bis dell'articolo 3
Una delle modalità (contenuta nella lettera b)) prevedeva che il contribuente potesse estinguere la controversia che lo riguardava pagando un importo pari al 5% del suo valore (riferito alla sola imposta oggetto di contestazione in primo grado, senza tenere conto degli interessi, delle indennità di mora e delle eventuali sanzioni).

## Le critiche della famiglia Berlusconi
Marina Berlusconi, presidente della Mondadori, ha respinto la definizione: “Non è una legge ad aziendam, ma ad aziendas, perché restituisce certezze a tutto il sistema delle imprese. Se le leggi, come in questo caso, sono sacrosante, che cosa si vorrebbe, che le nostre aziende non le utilizzassero solo perché fanno capo alla famiglia Berlusconi?”.

## I beneficiari
Le aziende che hanno beneficiato della norma sono 67. Il costo complessivo, in termini di denaro che lo Stato ha rinunciato ad incassare, è stato valutato in circa 226 milioni di euro. Di questi 226 milioni, circa 173 riguardavano la Mondadori. Di conseguenza, l'azienda editoriale è pesata sulle casse dello Stato per più del 75%, mentre le altre 66 aziende hanno contato per il restante 25%.